# 7463 Oukawamine
7463 Oukawamine è un asteroide della fascia principale. Scoperto nel 1985, presenta un'orbita caratterizzata da un semiasse maggiore pari a 2,4332788 UA e da un'eccentricità di 0,1698914, inclinata di 6,18854° rispetto all'eclittica.